# آنتوان گریزمن
آنتوان گریزمان (به فرانسوی: Antoine Griezmann‎؛ زادهٔ ۲۱ مارس ۱۹۹۱) بازیکن فوتبال اهل فرانسه است که در پست مهاجم و هافبک هجومی برای باشگاه اتلتیکو مادرید بازی می‌کند. در حال حاضر گریزمان با ۱۹۴ گل زده، بهترین گلزن تاریخ باشگاه اتلتیکو مادرید در همه ادوار و رقابت‌ها محسوب می‌شود. گریزمن یک بازیکن همه‌کاره است که برای توانایی‌های تهاجمی، پاسکاری و حمایت از دفاع شهرت دارد و در هر سه پست هافبک هجومی، وینگر و مهاجم نوک بازی کرده‌است.
گریزمان فوتبال حرفه‌ای در ردهٔ بزرگسالان را از سال ۲۰۱۴ در رئال سوسیداد آغاز کرد و پس از قهرمانی در سگوندا دیویژن راهی باشگاه اتلتیکو مادرید شد. او با اتلتیکو مادرید افتخاراتی مانند قهرمانی در سوپرجام اروپا، سوپرجام فوتبال اسپانیا و لیگ اروپا و نیز نایب‌قهرمانی در لیگ قهرمانان اروپا را کسب کرد و در فصل ۱۶–۲۰۱۵ بهترین بازیکن لالیگا شد. او همچنین دوبار در سال‌های ۲۰۱۶ و ۲۰۱۸ نامزد دریافت جایزه‌های توپ طلا و بهترین بازیکن مرد فیفا شد. او در سال ۲۰۱۹ با قراداد ۱۲۰ میلیون یورویی انتقال به بارسلونا چهارمین بازیکن گران‌قیمت جهان شد. او سپس در سال ۲۰۲۱ به اتلتیکو مادرید بازگشت و در حال حاضر بهترین گلزن تاریخ این باشگاه در تمامی رقابت‌ها است.
گریزمان در ردهٔ ملی از سال ۲۰۱۴ به تیم ملی فرانسه دعوت شد. او در جام ملت‌های اروپا ۲۰۱۶ بهترین گلزن و بهترین بازیکن تورنمنت شد و با فرانسه به نایب‌قهرمانی رسید. او در جام جهانی ۲۰۱۸ یکی از تاثیرگذارترین بازیکنان فرانسه در قهرمانی این تیم بود و سومین بازیکن برتر جام شد. او در جام جهانی ۲۰۲۲ نیز فرانسه را تا رسیدن به فینال کمک کرد و به نایب‌قهرمانی رسید.

## اوایل زندگی
آنتوان گریزمن، ۲۱ مارس ۱۹۹۱ در شهر ماکن، فرانسه متولد شد. پدر وی آلن گریزمن عضو شورای شهر و اصالتاً از شهر مونستر ایالت نوردراین-وستفالن آلمان است که ریشهٔ نام خانوادگی گریزمان نیز این را نشان می‌دهد. مادر وی ایزابل، نظافتچی بیمارستان بوده‌است که اصلیتی پرتغالی دارد. پدربزرگ مادری وی «آمارو لوپز» است که او نیز فوتبالیست بود. آمارو لوپز برای کار در ساخت‌وساز به همراه همسرش کارولینا در سال ۱۹۵۷ به فرانسه (کشوری که مادر گریزمان نیز در آن متولد شد) مهاجرت کردند. پدربزرگ او در سال ۱۹۹۲ هنگامی که گریزمن نوزاد بود، از دنیا رفت.

## فعالیت حرفه‌ای

### پیشینهٔ باشگاهی

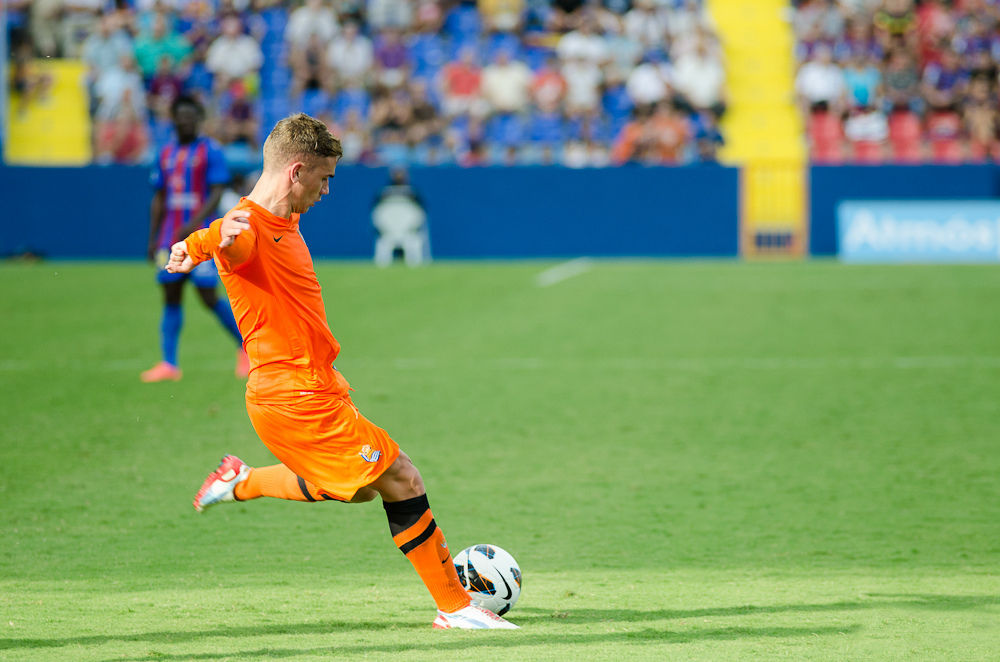
گریزمان هنگام بازی برای رئال سوسیداد، ۲۰۱۲

گریزمن ابتدا در باشگاه‌های شبانه‌روزی فوتبال فرانسوی بازی می‌کرد. او در ۱۳ سالگی به اسپانیا رفت و در تیم‌های پایه رئال سوسیداد مشغول به بازی شد. او پس از چهار سال بازی، به تیم جوانان رئال سوسیداد منتقل شد و برای بازی‌های پیش‌فصل تیم اصلی نیز انتخاب شد. در این بازی‌ها بازیکن ثابت پست گریزمن مصدوم شد و مربی تیم مجبور به بازی دادن گریزمن شد. او در این بازی‌ها پس از زدن ۵ گل مورد توجه قرار گرفت و برای فصل جدید لالیگا به تیم اصلی رئال سوسیداد منتقل شد.
گریزمان از سال ۲۰۰۹ فوتبال حرفه‌ای ردهٔ بزرگسالان را در باشگاه اسپانیایی رئال سوسیداد شروع کرد و تا سال ۲۰۱۴ و انتقال ۳۰ میلیون یورویی به اتلتیکو مادرید، به عنوان بازیکنی با استعداد و توانمند شناخته شد. در اتلتیکو مادرید در حالی که تا پیش از آن در پست وینگر بازی می‌کرد، به عنوان مهاجم به کار گرفته شد و نام او در نخستین فصل حضورش در اتلتیکو، در فهرست تیم منتخب لالیگا قرار گرفت. او در فصل ۱۶–۲۰۱۵ با درخشش در اتلتیکو مادرید به نایب‌قهرمانی در لیگ قهرمانان اروپا ۱۶–۲۰۱۵ رسید و بهترین بازیکن لالیگا، سومین بازیکن برای دریافت توپ طلای ۲۰۱۶ و نیز سومین بازیکن سال فوتبال جهان از سوی فیفا شد. او بعدها در سال ۲۰۱۸ نیز بارِ دیگر سومین بازیکن برگزیده برای دریافت توپ طلا شد. گریزمان در فینال لیگ اروپا ۱۸–۲۰۱۷ دو گل به ثمر رساند و ضمن قهرمانی به همراه اتلتیکو مادرید در این تورنمنت، بهترین بازیکن لیگ اروپا شد. دیگر افتخارات او با اتلتیکو مادرید، قهرمانی در سوپرجام فوتبال اسپانیا و سوپر جام اروپا ۲۰۱۸ بود.
گریزمن در ژوئیهٔ ۲۰۱۹ اتلتیکو مادرید را ترک کرد و با قرارداد ۱۲۰ میلیون یورویی راهی بارسلونا شد تا چهارمین بازیکن گران‌قیمت در فوتبال جهان شود. او در سال ۲۰۲۱ به صورت قرضی به مدت دو سال راهی اتلتیکو مادرید شد و در همان سال سومین گلزن تاریخ باشگاه اتلتیکو مادرید شد. گریزمن همچنین در فصل ۲۳–۲۰۲۲ به‌طور رسمی به اتلتیکو مادرید پیوست و اکنون برترین گلزن باشگاه اتلتیکو مادرید است.

### ردهٔ ملی
گریزمن برای رده‌های مختلف سنی فرانسه بازی کرده‌است. گریزمن سابقهٔ بازی در تیم زیر ۱۹ ساله‌های فرانسه را دارد که در جام ملت‌های اروپا جوانان سال ۲۰۱۰ هم قهرمان شد. او نخستین گل ملی خود برای تیم بزرگسالان فرانسه را در سال ۲۰۱۴ به ثمر رساند و سپس در جام جهانی ۲۰۱۴ به میدان رفت. او در سال ۲۰۱۶ نیز با فرانسه به فینال جام ملت‌های اروپا ۲۰۱۶ رسید و با باخت از پرتغال نایب قهرمان شدند. ولی او با عملکرد عالی خود، بهترین گلزن و بهترین بازیکن جام ملت‌ها شد. او در جام جهانی فوتبال ۲۰۱۸ با زدن ۴ گل، یکی از بازیکنان اثرگذار در قهرمانی فرانسه بود. گریزمن در فینال جام برابر کرواسی روی گل اول فرانسه نقش داشت، او دومین گل فرانسه را از روی جایگاه پنالتی زد و در پایان بهترین بازیکن بازی شد. او همچنین به عنوان سومین بازیکن برتر جام جهانی توپ برنزی این جام را دریافت کرد. در جام جهانی ۲۰۲۲ نیز گریزمن در ترکیب اصلی فرانسه حضور داشت و دیدیه دشان از او در پست هافبک مرکزی استفاده کرد. او در پیروزی برابر انگلستان در مرحلهٔ یک‌چهارم نهایی تأثیر داشت و در بازی نیمه‌نهایی برابر مراکش بهترین بازیکن بازی شد. او در ۳۰ سپتامبر ۲۰۲۴ با انتشار پیامی در شبکه‌های اجتماعی، رسماً از پایان دوران باشکوه خود در تیم ملی فرانسه خبر داد.
او طی ۱۳۷ بازی برای خروس‌ها، آمار ۴۴ گل و ۳۸ پاس گل را به ثبت رساند. اوج عملکرد گریزمن در تیم ملی، به حد فاصل سال‌های ۲۰۱۶ تا ۲۰۱۸ باز می‌گردد؛ جایی که فرانسه با درخشش او به فینال یورو رسید و مهم‌تر از آن فاتح جام جهانی روسیه شد. گریزمان همچنین در سال ۲۰۲۱ همراه با فرانسه به مقام قهرمانی لیگ ملت‌های اروپا رسید و در سال ۲۰۲۲ نایب‌قهرمان جام جهانی قطر شد.

## آمار باشگاهی
تا تاریخ ۱۲ فوریهٔ ۲۰۲۴
| باشگاه                      | فصل                         | لالیگا | لالیگا | کوپا دل ری | کوپا دل ری | لیگ قهرمانان اروپا | لیگ قهرمانان اروپا | دیگر | دیگر | مجموع | مجموع |
| باشگاه                      | فصل                         | بازی   | گل     | بازی       | گل         | بازی               | گل                 | بازی | گل   | بازی  | گل    |
| --------------------------- | --------------------------- | ------ | ------ | ---------- | ---------- | ------------------ | ------------------ | ---- | ---- | ----- | ----- |
| رئال سوسیداد                | ۲۰۰۹–۲۰۱۰                   | ۳۹     | ۶      | ۱          | ۰          | –                  | –                  | –    | –    | ۴۰    | ۶     |
| رئال سوسیداد                | ۲۰۱۰–۲۰۱۱                   | ۳۷     | ۷      | ۲          | ۰          | –                  | –                  | –    | –    | ۳۹    | ۷     |
| رئال سوسیداد                | ۲۰۱۱–۲۰۱۲                   | ۳۵     | ۷      | ۳          | ۱          | –                  | –                  | –    | –    | ۳۸    | ۸     |
| رئال سوسیداد                | ۲۰۱۲–۲۰۱۳                   | ۳۴     | ۱۰     | ۱          | ۱          | –                  | –                  | –    | –    | ۳۵    | ۱۱    |
| رئال سوسیداد                | ۲۰۱۳–۲۰۱۴                   | ۳۵     | ۱۶     | ۷          | ۳          | ۸                  | ۱                  | –    | –    | ۵۰    | ۲۰    |
| مجموع رئال سوسیداد          | مجموع رئال سوسیداد          | ۱۸۰    | ۴۶     | ۱۴         | ۵          | ۸                  | ۱                  | –    | –    | ۲۰۲   | ۵۲    |
| اتلتیکو مادرید              | ۲۰۱۴–۲۰۱۵                   | ۳۷     | ۲۲     | ۵          | ۱          | ۹                  | ۲                  | ۲    | ۰    | ۵۳    | ۲۵    |
| اتلتیکو مادرید              | ۲۰۱۵–۲۰۱۶                   | ۳۸     | ۲۲     | ۳          | ۳          | ۱۳                 | ۷                  | –    | –    | ۵۴    | ۳۲    |
| اتلتیکو مادرید              | ۲۰۱۶–۲۰۱۷                   | ۳۶     | ۱۶     | ۵          | ۴          | ۱۲                 | ۶                  | –    | –    | ۵۳    | ۲۶    |
| اتلتیکو مادرید              | ۲۰۱۷–۲۰۱۸                   | ۳۲     | ۱۹     | ۳          | ۲          | ۱۴                 | ۸                  | –    | –    | ۴۹    | ۲۹    |
| اتلتیکو مادرید              | ۲۰۱۸–۲۰۱۹                   | ۳۷     | ۱۵     | ۲          | ۲          | ۸                  | ۴                  | ۱    | ۰    | ۴۸    | ۲۱    |
| مجموع اتلتیکو مادرید        | مجموع اتلتیکو مادرید        | ۱۸۰    | ۹۴     | ۱۸         | ۱۲         | ۵۶                 | ۲۷                 | ۳    | ۰    | ۲۵۷   | ۱۳۳   |
| بارسلونا                    | ۲۰۱۹–۲۰۲۰                   | ۳۵     | ۹      | ۳          | ۳          | ۹                  | ۲                  | ۱    | ۱    | ۴۸    | ۱۵    |
| بارسلونا                    | ۲۰۲۰–۲۰۲۱                   | ۳۶     | ۱۳     | ۶          | ۳          | ۷                  | ۲                  | ۲    | ۲    | ۵۱    | ۲۰    |
| بارسلونا                    | ۲۰۲۱–۲۰۲۲                   | ۳      | ۰      | –          | –          | –                  | –                  | –    | –    | ۳     | ۰     |
| مجموع بارسلونا              | مجموع بارسلونا              | ۷۴     | ۲۲     | ۹          | ۶          | ۱۶                 | ۴                  | ۳    | ۳    | ۱۰۲   | ۳۵    |
| اتلتیکو مادرید              | ۲۰۲۱–۲۰۲۲                   | ۲۶     | ۳      | ۱          | ۱          | ۹                  | ۴                  | –    | –    | ۳۶    | ۸     |
| مجموع اتلتیکو مادرید (قرضی) | مجموع اتلتیکو مادرید (قرضی) | ۲۶     | ۳      | ۱          | ۱          | ۹                  | ۴                  | –    | –    | ۳۶    | ۸     |
| اتلتیکو مادرید              | ۲۰۲۲–۲۰۲۳                   | ۳۸     | ۱۵     | ۴          | ۰          | ۶                  | ۱                  | –    | –    | ۴۸    | ۱۶    |
| اتلتیکو مادرید              | ۲۰۲۳–۲۰۲۴                   | ۲۴     | ۱۱     | ۴          | ۱          | ۶                  | ۵                  | ۱    | ۱    | ۳۵    | ۱۸    |
| مجموع آمار                  | مجموع آمار                  | ۵۲۲    | ۱۹۱    | ۵۰         | ۲۵         | ۱۰۲                | ۴۲                 | ۷    | ۴    | ۶۸۱   | ۲۶۲   |

## آمار ملی

### بازی‌های ملی
تا تاریخ ۲۱ نوامبر ۲۰۲۳
| فرانسه | فرانسه | فرانسه | فرانسه |
| سال    | بازی   | گل     | پاس گل |
| ------ | ------ | ------ | ------ |
| ۲۰۱۴   | ۱۴     | ۵      | ۱      |
| ۲۰۱۵   | ۱۰     | ۱      | ۲      |
| ۲۰۱۶   | ۱۵     | ۸      | ۶      |
| ۲۰۱۷   | ۱۰     | ۵      | ۳      |
| ۲۰۱۸   | ۱۸     | ۷      | ۴      |
| ۲۰۱۹   | ۱۱     | ۴      | ۱۰     |
| ۲۰۲۰   | ۸      | ۳      | ۱      |
| ۲۰۲۱   | ۱۶     | ۹      | ۳      |
| ۲۰۲۲   | ۱۵     | ۰      | ۶      |
| ۲۰۲۳   | ۱۰     | ۲      | ۲      |
| مجموع  | ۱۲۷    | ۴۴     | ۳۸     |

### گل‌های ملی
| شماره | تاریخ           | میزبان         | بازی ملی | حریف       | نتیجه | رقابت                         |
| ----- | --------------- | -------------- | -------- | ---------- | ----- | ----------------------------- |
| ۱     | ۱ ژوئن ۲۰۱۴     | نیس            | ۳        | پاراگوئه   | ۱–۱   | دوستانه                       |
| ۲     | ۸ ژوئن ۲۰۱۴     | وینو دسک       | ۴        | جامائیکا   | ۸–۰   | دوستانه                       |
| ۳     | ۸ ژوئن ۲۰۱۴     | وینو دسک       | ۴        | جامائیکا   | ۸–۰   | دوستانه                       |
| ۴     | ۱۴ اکتبر ۲۰۱۴   | ایروان         | ۱۲       | ارمنستان   | ۳–۰   | دوستانه                       |
| ۵     | ۱۴ نوامبر ۲۰۱۴  | رن             | ۱۳       | آلبانی     | ۱–۱   | دوستانه                       |
| ۶     | ۸ اکتبر ۲۰۱۵    | نیس            | ۲۱       | ارمنستان   | ۴–۰   | دوستانه                       |
| ۷     | ۲۵ مارس ۲۰۱۶    | آمستردام       | ۲۵       | هلند       | ۳–۲   | دوستانه                       |
| ۸     | ۱۵ ژوئن ۲۰۱۶    | مارسی          | ۲۹       | آلبانی     | ۲–۰   | جام ملت‌های اروپا ۲۰۱۶         |
| ۹     | ۲۶ ژوئن ۲۰۱۶    | دسین-شارپیو    | ۳۱       | ایرلند     | ۲–۱   | جام ملت‌های اروپا ۲۰۱۶         |
| ۱۰    | ۲۶ ژوئن ۲۰۱۶    | دسین-شارپیو    | ۳۱       | ایرلند     | ۲–۱   | جام ملت‌های اروپا ۲۰۱۶         |
| ۱۱    | ۳ ژوئیه ۲۰۱۶    | سن-دنی         | ۳۲       | ایسلند     | ۵–۲   | جام ملت‌های اروپا ۲۰۱۶         |
| ۱۲    | ۷ ژوئیه ۲۰۱۶    | مارسی          | ۳۳       | آلمان      | ۲–۰   | جام ملت‌های اروپا ۲۰۱۶         |
| ۱۳    | ۷ ژوئیه ۲۰۱۶    | مارسی          | ۳۳       | آلمان      | ۲–۰   | جام ملت‌های اروپا ۲۰۱۶         |
| ۱۴    | ۷ اکتبر ۲۰۱۶    | سن-دنی         | ۳۷       | بلغارستان  | ۴–۱   | مقدماتی جام جهانی ۲۰۱۸        |
| ۱۵    | ۲۵ مارس ۲۰۱۷    | لوکزامبورگ     | ۴۰       | لوکزامبورگ | ۳–۱   | مقدماتی جام جهانی ۲۰۱۸        |
| ۱۶    | ۲ ژوئن ۲۰۱۷     | رن             | ۴۲       | پاراگوئه   | ۵–۰   | دوستانه                       |
| ۱۷    | ۳۱ اوت ۲۰۱۷     | سن-دنی         | ۴۴       | هلند       | ۴–۰   | مقدماتی جام جهانی ۲۰۱۸        |
| ۱۸    | ۱۰ اکتبر ۲۰۱۷   | سن-دنی         | ۴۷       | بلاروس     | ۲–۱   | مقدماتی جام جهانی ۲۰۱۸        |
| ۱۹    | ۱۰ نوامبر ۲۰۱۷  | سن-دنی         | ۴۸       | ولز        | ۲–۰   | دوستانه                       |
| ۲۰    | ۱ ژوئن ۲۰۱۸     | نیس            | ۵۳       | ایتالیا    | ۳–۱   | دوستانه                       |
| ۲۱    | ۱۶ ژوئن ۲۰۱۸    | کازان          | ۵۵       | استرالیا   | ۲–۱   | جام جهانی ۲۰۱۸ روسیه          |
| ۲۲    | ۳۰ ژوئن ۲۰۱۸    | کازان          | ۵۸       | آرژانتین   | ۴–۳   | جام جهانی ۲۰۱۸ روسیه          |
| ۲۳    | ۶ ژوئیه ۲۰۱۸    | نیژنی نووگورود | ۵۹       | اروگوئه    | ۲–۰   | جام جهانی ۲۰۱۸ روسیه          |
| ۲۴    | ۱۵ ژوئیه ۲۰۱۸   | مسکو           | ۶۱       | کرواسی     | ۴–۲   | جام جهانی ۲۰۱۸ روسیه          |
| ۲۵    | ۱۶ اکتبر ۲۰۱۸   | سن-دنی         | ۶۵       | آلمان      | ۲–۱   | لیگ ملت‌های اروپا ۱۹–۲۰۱۸      |
| ۲۶    | ۱۶ اکتبر ۲۰۱۸   | سن-دنی         | ۶۵       | آلمان      | ۲–۱   | لیگ ملت‌های اروپا ۱۹–۲۰۱۸      |
| ۲۷    | ۲۲ مارس ۲۰۱۹    | کیشیناو        | ۶۸       | مولداوی    | ۴–۱   | مقدماتی جام ملت‌های اروپا ۲۰۲۰ |
| ۲۸    | ۲۵ مارس ۲۰۱۹    | سن-دنی         | ۶۹       | ایسلند     | ۴–۰   | مقدماتی جام ملت‌های اروپا ۲۰۲۰ |
| ۲۹    | ۲ ژوئن ۲۰۱۹     | نانت           | ۷۰       | بولیوی     | ۲–۰   | دوستانه                       |
| ۳۰    | ۱۷ نوامبر ۲۰۱۹  | تیرانا         | ۷۸       | آلبانی     | ۲–۰   | مقدماتی جام ملت‌های اروپا ۲۰۲۰ |
| ۳۱    | ۸ سپتامبر ۲۰۲۰  | سن-دنی         | ۸۰       | کرواسی     | ۴–۲   | لیگ ملت‌های اروپا ۲۱–۲۰۲۰      |
| ۳۲    | ۷ اکتبر ۲۰۲۰    | سن-دنی         | ۸۱       | اوکراین    | ۷–۱   | دوستانه                       |
| ۳۳    | ۱۴ اکتبر ۲۰۲۰   | زاگرب          | ۸۳       | کرواسی     | ۲–۱   | لیگ ملت‌های اروپا ۲۱–۲۰۲۰      |
| ۳۴    | ۲۴ مارس ۲۰۲۱    | سن-دنی         | ۸۷       | اوکراین    | ۱–۱   | مقدماتی جام جهانی ۲۰۲۲        |
| ۳۵    | ۳۱ مارس ۲۰۲۱    | سارایوو        | ۸۹       | بوسنی      | ۱–۰   | مقدماتی جام جهانی ۲۰۲۲        |
| ۳۶    | ۲ ژوئن ۲۰۲۱     | نیس            | ۹۰       | ولز        | ۳–۰   | دوستانه                       |
| ۳۷    | ۸ ژوئن ۲۰۲۱     | سن-دنی         | ۹۱       | بلغارستان  | ۳–۰   | دوستانه                       |
| ۳۸    | ۱۹ ژوئن ۲۰۲۱    | بوداپست        | ۹۳       | مجارستان   | ۱–۱   | جام ملت‌های اروپا ۲۰۲۰         |
| ۳۹    | ۱ سپتامبر ۲۰۲۱  | استراسبورگ     | ۹۶       | بوسنی      | ۱–۱   | مقدماتی جام جهانی ۲۰۲۲        |
| ۴۰    | ۷ سپتامبر ۲۰۲۱  | دسین-شارپیو    | ۹۸       | فنلاند     | ۲–۰   | مقدماتی جام جهانی ۲۰۲۲        |
| ۴۱    | ۷ سپتامبر ۲۰۲۱  | دسین-شارپیو    | ۹۸       | فنلاند     | ۲–۰   | مقدماتی جام جهانی ۲۰۲۲        |
| ۴۲    | ۱۳ نوامبر ۲۰۲۱  | پاریس          | ۱۰۱      | قزاقستان   | ۸–۰   | مقدماتی جام جهانی ۲۰۲۲        |
| ۴۳    | ۲۴ مارس ۲۰۲۳    | سن-دنی         | ۱۱۸      | هلند       | ۴–۰   | مقدماتی جام جهانی ۲۰۲۲        |
| ۴۴    | ۱۲ سپتامبر ۲۰۲۳ | دورتموند       | ۱۲۳      | آلمان      | ۱–۲   | دوستانه                       |

## صداپیشگی
آنتوان گریزمن، در فیلم لگو بتمن نسخه فرانسوی، به جای سوپرمن صحبت کرد و به عنوان صداپیشه فعالیت کرد. وی به عنوان دومین فوتبالیست تاریخ فوتبال فرانسه صداپیشگی کرد.

## افتخارات

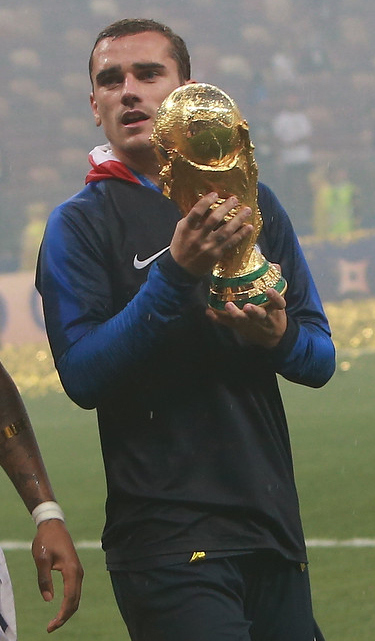
گریزمان با جام جهانی ۲۰۱۸ در جشن قهرمانی

### باشگاهی

#### رئال سوسیداد
- سگوندا دیویژن: ۱۰–۲۰۰۹

#### اتلتیکو مادرید
- لیگ اروپا: ۱۸–۲۰۱۷
- سوپرکاپ اروپا: ۲۰۱۸
- سوپرجام اسپانیا: ۲۰۱۴
- نایب‌قهرمان لیگ قهرمانان اروپا: ۱۶–۲۰۱۵

#### بارسلونا
- کوپا دل ری: ۲۱–۲۰۲۰

### ملی

#### فرانسه
- جام جهانی: ۲۰۱۸؛ نایب‌قهرمان ۲۰۲۲
- نایب‌قهرمان جام ملت‌های اروپا: ۲۰۱۶
- لیگ ملت‌های اروپا: ۲۱–۲۰۲۰

#### جوانان فرانسه
- جام ملت‌های اروپا جوانان: ۲۰۱۰

### انفرادی
- توپ طلای ۲۰۱۶ و ۲۰۱۸: نفر سوم
- بهترین بازیکن مرد فیفا ۲۰۱۶: سوم
- بهترین بازیکن سال اروپا: ۲۰۱۶ (نفر دوم)، ۲۰۱۸ (نفر چهارم)
- بهترین بازیکن جام ملت‌های اروپا: ۲۰۱۶
- کفش طلای بهترین گلزن جام ملت‌های اروپا: ۲۰۱۶
- سومین بازیکن برتر جام جهانی (توپ برنزی): ۲۰۱۸
- دومین گلزن برتر جام جهانی (کفش نقره‌ای): ۲۰۱۸
- بیشترین پاس گل جام جهانی: ۲۰۱۸
- بهترین بازیکن لیگ اروپا: ۱۸–۲۰۱۷
- بهترین بازیکن لالیگا: ۱۶–۲۰۱۵
- بازیکن سال فوتبال فرانسه: ۲۰۱۶
- بازیکن برگزیده ماه در لالیگا (۷): ژانویه ۲۰۱۵، آوریل ۲۰۱۵، سپتامبر ۲۰۱۶، مارس ۲۰۱۷، فوریهٔ ۲۰۱۸، دسامبر ۲۰۱۸، مارس ۲۰۲۳
- عضو تیم منتخب سال یوفا: ۲۰۱۶
- عضو تیم منتخب لیگ قهرمانان اروپا: (۲): ۱۶–۲۰۱۵، ۱۷–۲۰۱۶
- عضو تیم منتخب جام جهانی: ۲۰۱۸
- عضو تیم منتخب فصل لالیگا (۲): ۱۵–۲۰۱۴، ۱۶–۲۰۱۵
- عضو تیم منتخب جام ملت‌های اروپا: ۲۰۱۶
- عضو تیم منتخب لیگ اروپا: ۱۸–۲۰۱۷
- عضو تیم منتخب مردان فدراسیون تاریخ و آمار فوتبال: ۲۰۱۸